# Miasta wydzielone Federacji Rosyjskiej
Miasta wydzielone Federacji Rosyjskiej, właściwie miasta o znaczeniu federalnym (ros. город федерального значения) – jednostki podziału administracyjnego Rosji. Są to miasta, które nie należą do żadnego Obwodu, Republiki bądź Kraju.
W skład Federacji Rosyjskiej wchodzą następujące miasta wydzielone: 
1. Moskwa
2. Petersburg
3. Sewastopol (obszar anektowany przez Rosję w 2014 roku, przez większość państw na świecie uznawany za część Ukrainy).